# Setques
Setques là một xã ở tỉnh Pas-de-Calais, vùng Hauts-de-France của Pháp.

## Địa lý
Setques có cự ly khoảng 8 dặm Anh (13 km) về phía tây nam của Saint-Omer, tại giao lộ của các tuyến đường D211 và D342, trong thung lũng sông Aa.

## Dân số
| 1962                                                         | 1968 | 1975 | 1982 | 1990 | 1999 | 2006 |
| ------------------------------------------------------------ | ---- | ---- | ---- | ---- | ---- | ---- |
| 544                                                          | 547  | 502  | 538  | 627  | 627  | 638  |
| Số liệu điều tra dân số từ năm 1962: Dân số không tính trùng |      |      |      |      |      |      |

## Địa điểm nổi bật
- Nhà thờ St.Omer, thế kỷ 18.